# Kokkinotrimithia
Kokkinotrimithia (in greco Κοκκινοτριμιθιά?) è una comunità (in greco κοινότητα?, koinótita) situata a ovest di Nicosia, Cipro. Essa possiede un'uscita autostradale sull'Autostrada A9. Nel 2011 contava 4 077 abitanti.